# داستان بی‌پایان (فیلم ۱۹۸۴)
داستان بی‌پایان (انگلیسی: The NeverEnding Story، آلمانی: Die unendliche Geschichte) که البته داستان پایان‌ناپذیر ترجمه بهتری برای آن است، یک فیلم فانتزیِ حماسیِ آلمانی به کارگردانی ولفگانگ پترسن است که به زبان انگلیسی ساخته شده و در سال ۱۹۸۴ منتشر شد.
این فیلم بر پایه رمانی به همین نام اثرِ میشائل انده ساخته شده است.
پایگاه اینترنتی راتن تومیتوز بر پایهٔ نقدهای سینمایی ۳۸ منتقد، نمرهٔ تجمیعی ۸۲٪ را به فیلم داده است. متاکریتیک بر اساس نقدهای ۱۰ منتقد سینما، به آن ۴۶/۱۰۰ داد و راجر ایبرت هم ضمن تحسین جلوه‌های ویژهٔ سینمایی آن، ۳ ستاره (از ۴ ستاره) بدان اختصاص داد.
این فیلم، برندهٔ جوایز متعددی شد که از آن میان، می‌توان به جایزهٔ ساترن (۱۹۸۴) اشاره کرد.

## بازیگران
- نوآ هاتاوی
- برت آلیور
- تامی استروناخ
- موزز گان
- توماس هیل
- آلن اوپنهایمر
- سیدنی بروملی
- دیپ روی

## دنباله ها
فیلم ۱۹۸۴ تنها دربرگیرنده نیمی از ماجرای کتاب بود. بخش دوم کتاب در سال ۱۹۹۰ فیلمی با عنوان 
داستان بی‌پایان: فصل دوم به کارگردانی جرج تی. میلر  هم پخش شد که بر خلاف فیلم اول اصلاً مورد توجه منتقدان قرار نگرفت.
در سال ۱۹۹۴ هم فیلم سوم با عنوان داستان بی‌پایان: فرار به فانتازیا به کارگردانی پیتر مک‌دونالد به اکران درآمد که اگرچه از شخصیت‌های کتاب داستان بی‌پایان بهره گرفته بود اما خط داستان مستقلی نسبت به کتاب داشت.